# 天主教韋萊特里-塞尼羅馬城郊教區
天主教韋萊特里-塞尼羅馬城郊教區（拉丁語：Dioecesis Veliterna-Signina）是位於義大利的天主教教區，也是七個羅馬城郊教區之一。
韋萊特里-塞尼羅馬城郊教區如同其他的羅馬城郊教區一樣，都有一位主教級樞機作為領銜主教。現任主教為雲先·阿皮切拉，領銜主教為方濟各·安霖澤樞機。

## 歷史
韋萊特里-塞尼教區於1986年9月30日因韋萊特里暨塞尼教區更名而成立，韋萊特里暨塞尼教區於1981年10月20日由韋萊特里教區和塞尼教區合併而成，兩個教區分別於465年和5世紀成立。1150年，奧斯底亞教區與韋萊特里教區合併，韋萊特里教區於1914年5月5日才再度成為一個獨立的教區。此教區主教同時身為主教級樞機，後來教宗若望二十三世於1962年時將羅馬城郊教區改由專門的正權主教管理，而主教級樞機則轉為教區的領銜主教。
羅馬城郊教區於2011年時有124,000名教友（佔轄區總人口96.2%）、27個堂區、76名司鐸、12名終身執事、67名修士和220名修女。